# Transformation de suite
En mathématiques, une transformation de suite est un opérateur défini sur un espace donné de suites (un espace de suites). Les transformations de suites comptent des applications linéaires telles que la convolution avec une autre suite et la sommation d'une suite et, plus généralement, sont définies pour l'accélération de suites et de séries, qui vise à augmenter la vitesse de convergence d'une suite ou d'une série à convergence lente. Les transformations de suites permettent aussi de calculer l'antilimite d'une série divergente numériquement, et en conjonction avec les méthodes d'extrapolation.

## Présentation générale
Des exemples classiques de transformation de suite comptent la transformation binomiale, la transformation de Möbius, la transformation de Stirling entre autres.

## Définitions
Pour une suite donnée
{\displaystyle S=\{s_{n}\}_{n\in \mathbb {N} },\,}
la suite transformée est 
{\displaystyle \mathbf {T} (S)=S'=\{s'_{n}\}_{n\in \mathbb {N} },\,}
où les membres de la suite transformée sont souvent calculés à partir d'un nombre fini de termes de la suite originale, i.e.
{\displaystyle s_{n}'=T(s_{n},s_{n+1},\dots ,s_{n+k})}
pour un certain k qui dépend souvent de n (comme dans la transformation binomiale). Dans le cas le plus simple, les suites sn et sn' sont réelles ou complexes. Plus généralement, ils peuvent être des éléments d'un espace vectoriel ou d'une algèbre. 
Dans le contexte de l'accélération de convergence, on dit que la suite transformée converge plus vite que la suite originale si
{\displaystyle \lim _{n\to \infty }{\frac {s'_{n}-\ell }{s_{n}-\ell }}=0}
avec {\displaystyle \ell } la limite de S, qu'on suppose convergente. Dans ce cas, l'accélération de convergence est obtenue. Si la suite originale est divergente, la transformation de suite agit comme une extrapolation vers l'antilimite {\displaystyle \ell }.
Si l'application T est linéaire en chacun de ses arguments :
{\displaystyle s'_{n}=\sum _{m=0}^{k}c_{m}s_{n+m}}
pour certaines constantes c0,...,ck (qui peuvent dépendre de n), la transformation de suite T est appelée transformation de suite linéaire. Dans le cas contraire, on parle de transformation de suite non linéaire.

## Exemples
Des exemples simples de transformation de suite linéaire comptent les décalages (pour un k fixe, sn' = sn+k si n + k > 0 et 0 sinon), et la multiplication par un scalaire.
On peut aussi considérer la convolution discrète avec une suite fixe. Un cas particulier de convolution est la différence finie, qui est la convolution avec la suite (-1 ; 1 ; 0 ; ...), qui est un analogue discret de la dérivation. La transformation binomiale est aussi une transformation linéaire d'un type plus général.
Un exemple de transformation de suite non linéaire est le delta-2 d'Aitken, qui accélère la vitesse de convergence d'une suite à convergence lente. Une forme étendue est la transformation de Shanks. La transformation de Möbius est une autre transformation non linéaire pour les suites entières.